# Cesarstwo Niemieckie

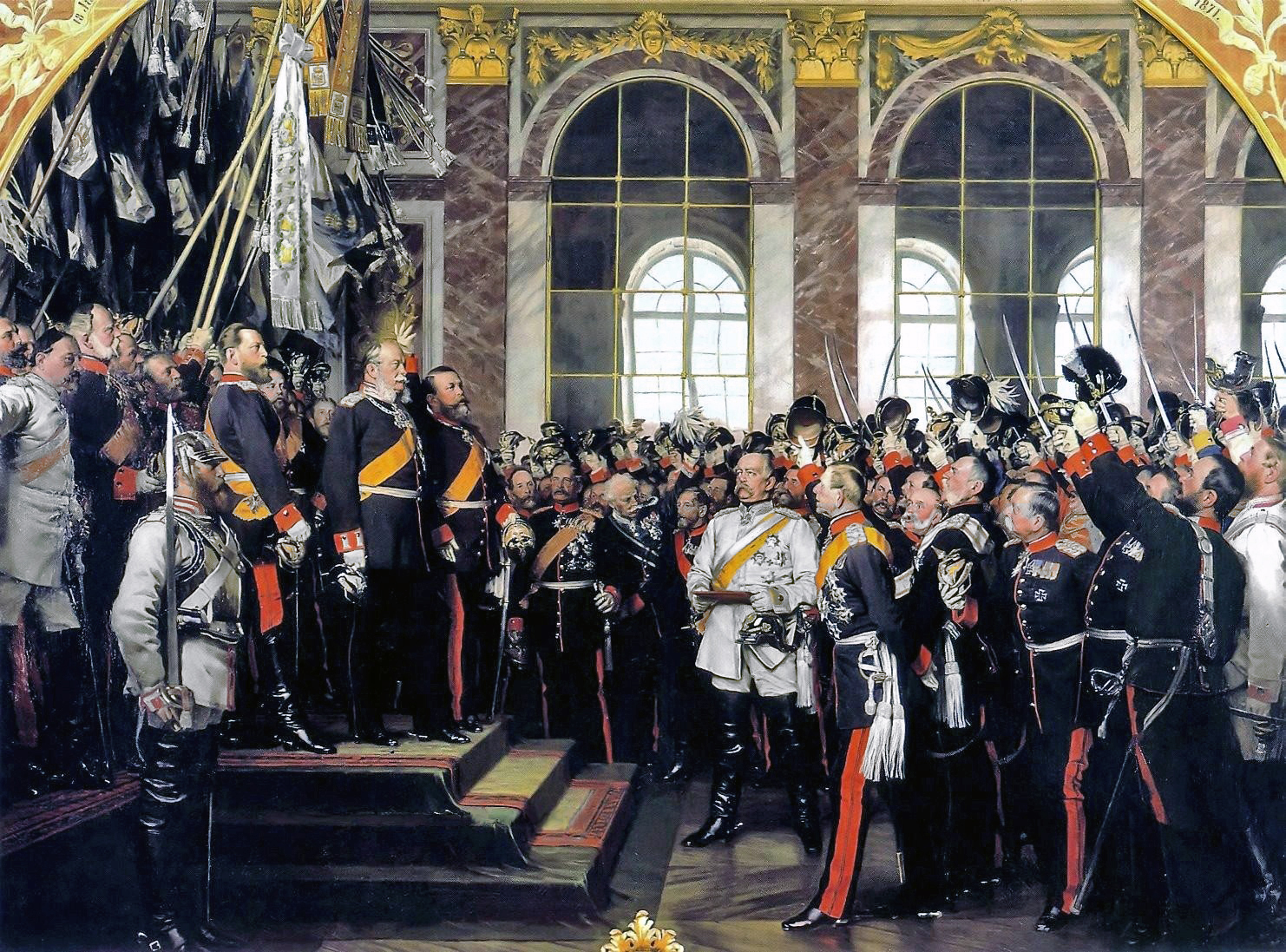
Proklamacja Rzeszy Niemieckiej w Sali Zwierciadlanej pałacu wersalskiego 18 stycznia 1871, w rocznicę koronacji pierwszego pruskiego króla

Cesarstwo Niemieckie, Rzesza Niemiecka (niem. Deutsches Kaiserreich, Deutsches Reich) – niemieckie państwo federacyjne powstałe w wyniku zjednoczenia Niemiec dokonanego w latach 1866–1871 przez Prusy pod rządami Ottona von Bismarcka. W historiografii określane także jako Druga Rzesza Niemiecka, II Rzesza (niem. Zweites Reich). Na przełomie XIX i XX wieku było jednym z najpotężniejszych państw Europy i świata, posiadało potężną armię i przemysł, który w tym czasie przewyższył brytyjski i ustępował tylko amerykańskiemu.
Cesarstwo Niemieckie było formalnie monarchią konstytucyjną i państwem federalnym, złożonym z państw związkowych wchodzących w skład Rzeszy będących monarchiami i wolnymi miastami. Realnie największy wpływ na kierunek polityki zachowywali cesarz, będący jednocześnie królem pruskim, oraz odpowiadający przed cesarzem kanclerz Rzeszy, który często był też premierem Prus. Prusy posiadając olbrzymią przewagę terytorialną, ludnościową i militarną górowały nad innymi państwami niemieckimi i nadawały ton polityce całej Rzeszy.

## Okresy historyczne
- 1871–1890 – okres bismarckowski
- 1891–1918 – epoka wilhelmińska i I wojna światowa

## Cesarze niemieccy
- Wilhelm I Hohenzollern, król Prus i cesarz niemiecki (1871–1888)
- Fryderyk III Hohenzollern, król Prus i cesarz niemiecki (1888)
- Wilhelm II Hohenzollern, król Prus i cesarz niemiecki (1888–1918)

## Kanclerze Rzeszy
- Otto von Bismarck – od 21 marca 1871 do 20 marca 1890
- Leo von Caprivi – od 20 marca 1890 do 26 października 1894
- Chlodwig zu Hohenlohe-Schillingsfürst – od 29 października 1894 do 17 października 1900
- Bernhard von Bülow – od 17 października 1900 do 14 lipca 1909
- Theobald von Bethmann Hollweg – od 14 lipca 1909 do 13 lipca 1917
- Georg Michaelis – od 14 lipca do 1 listopada 1917
- Georg von Hertling – od 1 listopada 1917 do 30 września 1918
- Max von Baden – od 3 października do 9 listopada 1918
- Friedrich Ebert – od 9 do 11 listopada 1918

## Sytuacja polityczna
Godność cesarską sprawował urzędowo (łac. ex officio) władca największego państwa, Królestwa Prus, a jego oficjalny tytuł brzmiał „Cesarz niemiecki”, co miało oznaczać, że jedynie przewodniczył Rzeszy, gdyż był „pierwszy wśród równych” (primus inter pares) wobec innych władców niemieckich. Tytuł „Cesarz Niemców” odrzucono, ponieważ sugerował, że cesarz panuje z woli narodu, a nie dzięki łasce Bożej (Dei gratia). Taką neutralną tytulaturę przyjęto także i po to, aby nie zadrażniać stosunków z Austro-Węgrami, które choć zostały pokonane przez Prusy, to jednak cesarz Franciszek Józef nadal cieszył się autorytetem i poparciem wśród niektórych władców niemieckich, zmuszonych do posłuszeństwa wobec Prus. Obawiano się również pobudzenia nastrojów demokratycznych i rewolucyjnych wśród społeczeństwa.
Konstytucja Cesarstwa była napisana tak, że do końca jego istnienia prawnicy spierali się czy uznać Niemcy bardziej za państwo związkowe (Bundesstaat), czy też za związek państw (Staatenbund). Nie przeszkadzało to jednak Prusom w ścisłej kontroli niemieckiego życia wewnętrznego i polityki zewnętrznej, ponieważ o wszystkich najważniejszych sprawach decydował w istocie kanclerz powoływany przez cesarza, a stosunki z poszczególnymi królami i książętami regulowane były poprzez nieformalne związki partnerstwa i zależności.
Ówczesna opinia publiczna, ze względu na różnice religijne i gospodarcze, dzieliła się na pięć głównych nurtów: konserwatystów protestanckich, konserwatystów katolickich, prawicę liberalną, lewicę liberalną i lewicę. Obok reprezentantów tych nurtów w Reichstagu zasiadali reprezentanci mniejszości narodowych (m.in. Polacy).

## Kraje Rzeszy
| Kraj                                                                 | Stolica                  | Obszar w km² 1910 r.     | Ludność 1910 r.          |
| Królestwa (Königreiche):                                             | Królestwa (Königreiche): | Królestwa (Königreiche): | Królestwa (Königreiche): |
| -------------------------------------------------------------------- | ------------------------ | ------------------------ | ------------------------ |
| Prusy (Preußen)                                                      | Berlin                   | 348 780                  | 40 165 219               |
| Bawaria (Bayern)                                                     | Monachium                | 75 870                   | 6 887 291                |
| Saksonia (Sachsen)                                                   | Drezno                   | 14 993                   | 4 806 661                |
| Wirtembergia (Württemberg)                                           | Stuttgart                | 19 507                   | 2 437 574                |
| Wielkie Księstwa (Großherzogtümer):                                  |                          |                          |                          |
| Badenia (Baden)                                                      | Karlsruhe                | 15 070                   | 2 142 833                |
| Hesja (Hessen)                                                       | Darmstadt                | 7688                     | 1 282 051                |
| Meklemburgia-Schwerin (Mecklenburg-Schwerin)                         | Schwerin                 | 13 127                   | 639 958                  |
| Meklemburgia-Strelitz (Mecklenburg-Strelitz)                         | Neustrelitz              | 2929                     | 106 442                  |
| Oldenburg                                                            | Oldenburg                | 6429                     | 483 042                  |
| Saksonia-Weimar-Eisenach (Sachsen-Weimar-Eisenach)                   | Weimar                   | 3610                     | 417 149                  |
| Księstwa (Herzogtümer):                                              |                          |                          |                          |
| Anhalt                                                               | Dessau                   | 2299                     | 331 128                  |
| Brunszwik (Braunschweig)                                             | Brunszwik                | 3672                     | 494 339                  |
| Saksonia-Altenburg (Sachsen-Altenburg)                               | Altenburg                | 1324                     | 216 128                  |
| Saksonia-Koburg-Gotha (Sachsen-Coburg und Gotha)                     | Koburg                   | 1977                     | 257 177                  |
| Saksonia-Meiningen (Sachsen-Meiningen)                               | Meiningen                | 2468                     | 278 762                  |
| Saksonia-Lauenburg (Sachsen-Lauenburg) W 1876 roku wcielone do Prus. | Ratzeburg                | –                        | –                        |
| Księstwa (Fürstentümer):                                             |                          |                          |                          |
| Lippe                                                                | Detmold                  | 1215                     | 150 937                  |
| Księstwo Reuss (linii młodszej) (Reuss-Gera)                         | Gera                     | 827                      | 152 752                  |
| Księstwo Reuss (linii starszej) (Reuss-Greiz)                        | Greiz                    | 316                      | 72 769                   |
| Schaumburg-Lippe                                                     | Bückeburg                | 340                      | 46 652                   |
| Schwarzburg-Rudolstadt                                               | Rudolstadt               | 941                      | 100 702                  |
| Schwarzburg-Sondershausen                                            | Sondershausen            | 862                      | 89 917                   |
| Waldeck-Pyrmont                                                      | Arolsen                  | 1121                     | 61 707                   |
| Wolne Miasta Hanzeatyckie (Freie und Hansestädte):                   |                          |                          |                          |
| Brema (Bremen)                                                       | Brema                    | 256                      | 299 526                  |
| Hamburg                                                              | Hamburg                  | 414                      | 1 014 664                |
| Lubeka (Lübeck)                                                      | Lubeka                   | 298                      | 116 599                  |
| Terytoria Rzeszy (Reichsländer):                                     |                          |                          |                          |
| Alzacja-Lotaryngia (Elsass-Lothringen)                               | Straßburg                | 14 522                   | 1 874 014                |
| Ogółem                                                               |                          |                          |                          |
| Rzesza Niemiecka                                                     | Berlin                   | 540 858                  | 64 925 993               |

## Demografia
Zmiany demograficzne w Cesarstwie Niemieckim w latach 1871–1910:
- 1871 – 41 058 792
- 1890 – 49 428 470  8 369 678
- 1900 – 56 367 187  6 938 717
- 1910 – 64 925 993  8 558 806

| Język     | Populacja  | udział procentowy |
| --------- | ---------- | ----------------- |
| Niemiecki | 51 883 131 | 92,05%            |
| Polski    | 3 086 489  | 5,48%             |
| Francuski | 211 679    | 0,38%             |
| Duński    | 141 061    | 0,25%             |
| Inne      | 1 044 827  | 1,84%             |
| Łącznie   | 56 367 187 | 100%              |

## Miasta

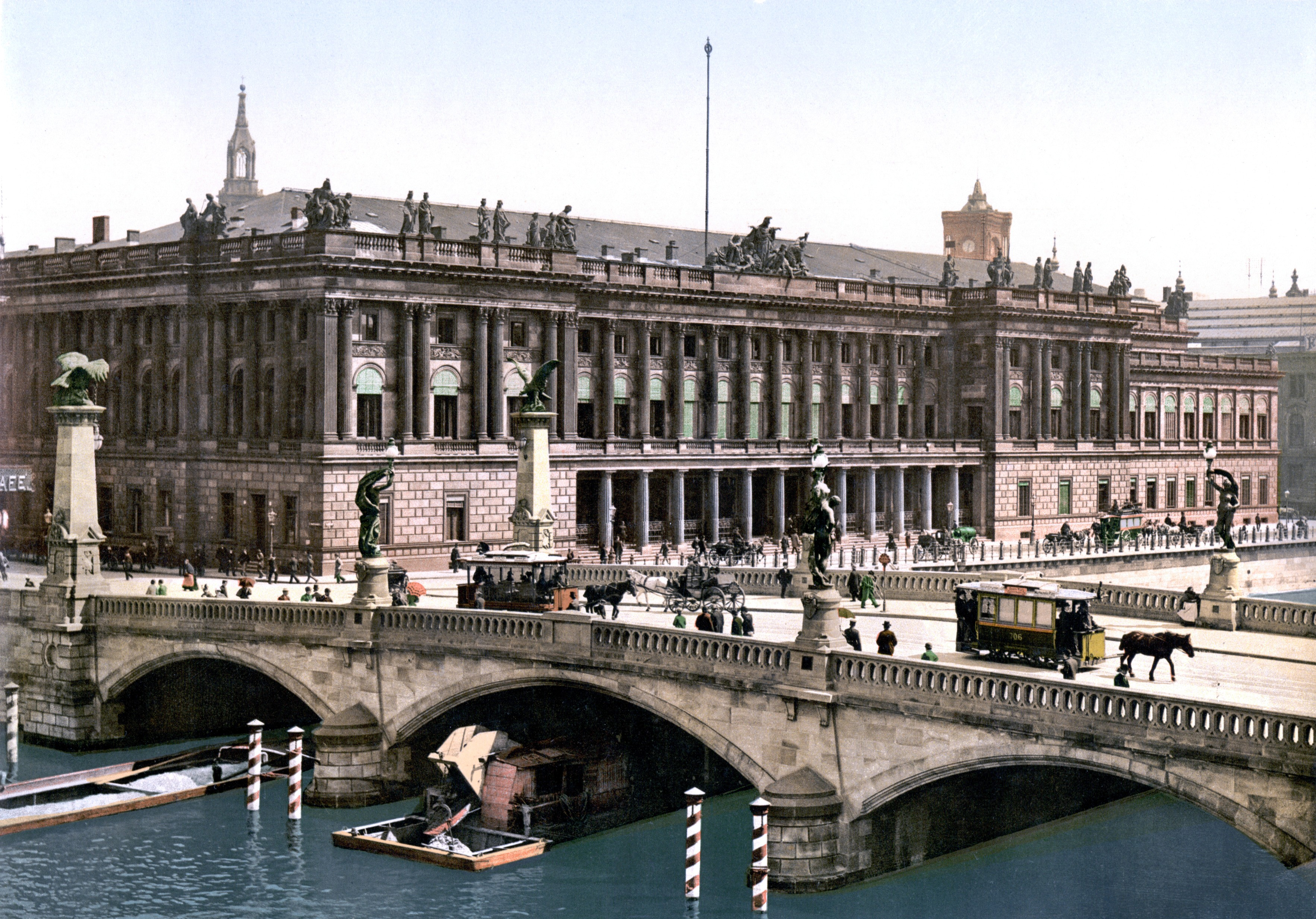
Berlin, 1900

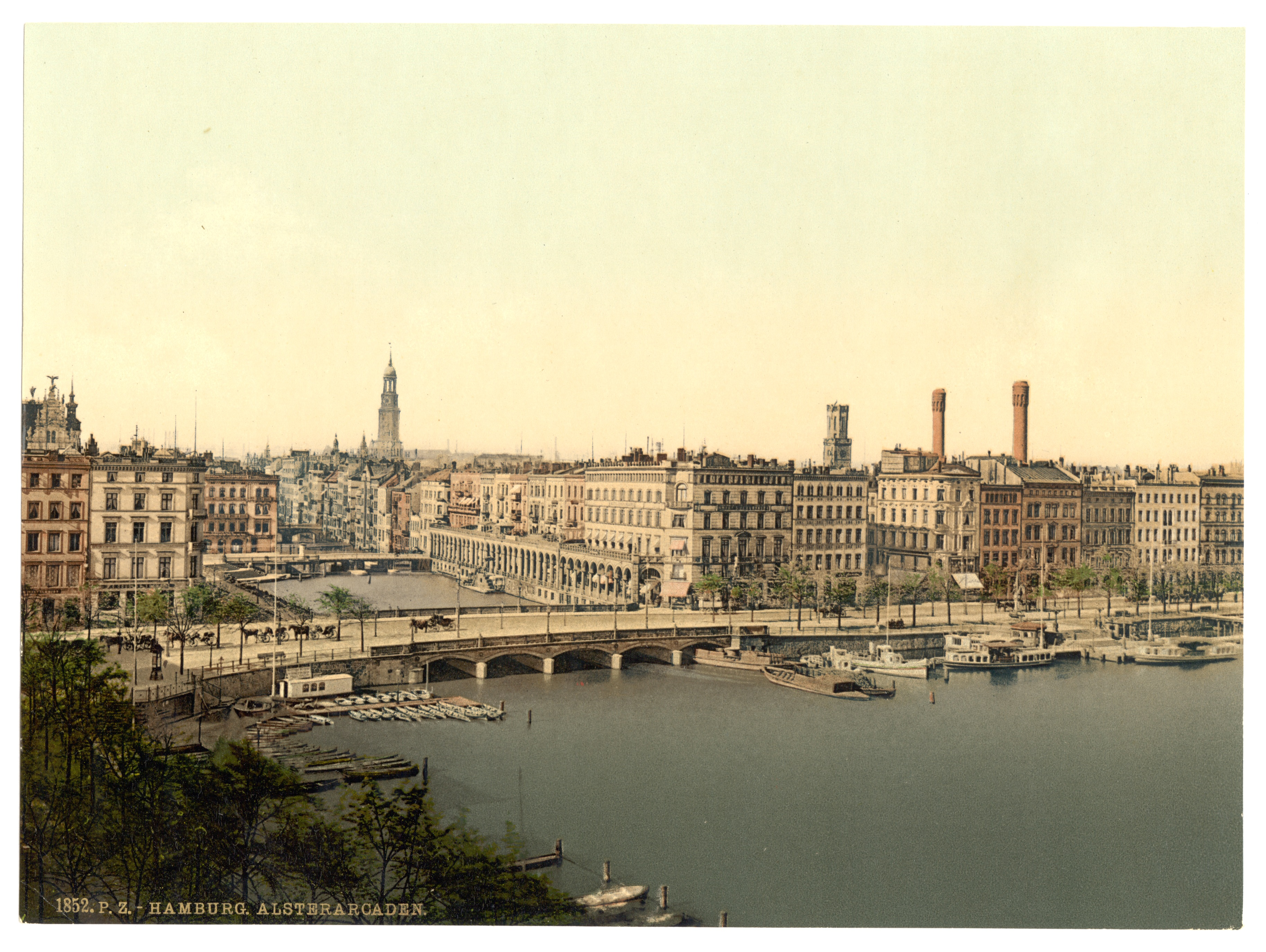
Hamburg, ok. 1890–1900

Populacja największych miast Cesarstwa w 1900 roku oraz ich współczesna przynależność państwowa.
|     | Miasto              | Populacja | Kraj              | Źródło | Współczesna przynależność |
| --- | ------------------- | --------- | ----------------- | ------ | ------------------------- |
| 1.  | Berlin              | 1 888 848 | Królestwo Prus    | [ 3 ]  | Niemcy                    |
| 2.  | Hamburg             | 768 349   | Hamburg           | [ 4 ]  | Niemcy                    |
| 3.  | Monachium           | 499 932   | Królestwo Bawarii | [ 5 ]  | Niemcy                    |
| 4.  | Lipsk               | 456 124   | Saksonia          | [ 6 ]  | Niemcy                    |
| 5.  | Wrocław             | 422 709   | Królestwo Prus    | [ 7 ]  | Polska                    |
| 6.  | Drezno              | 396 146   | Saksonia          | [ 8 ]  | Niemcy                    |
| 7.  | Kolonia             | 372 529   | Królestwo Prus    | [ 9 ]  | Niemcy                    |
| 8.  | Frankfurt nad Menem | 288 989   | Królestwo Prus    | [ 10 ] | Niemcy                    |
| 9.  | Norymberga          | 261 081   | Królestwo Bawarii | [ 11 ] | Niemcy                    |
| 10. | Hanower             | 235 649   | Królestwo Prus    | [ 12 ] | Niemcy                    |
| 11. | Magdeburg           | 229 667   | Królestwo Prus    | [ 13 ] | Niemcy                    |
| 12. | Düsseldorf          | 213 711   | Królestwo Prus    | [ 14 ] | Niemcy                    |
| 13. | Szczecin            | 210 702   | Królestwo Prus    | [ 15 ] | Polska                    |
| 14. | Chemnitz            | 206 913   | Saksonia          | [ 16 ] | Niemcy                    |
| 15. | Królewiec           | 189 483   | Królestwo Prus    | [ 17 ] | Rosja                     |
| 16. | Charlottenburg      | 189 305   | Królestwo Prus    | [ 3 ]  | Niemcy                    |
| 17. | Stuttgart           | 176 699   | Wirtembergia      | [ 18 ] | Niemcy                    |
| 18. | Gdańsk              | 170 337   | Królestwo Prus    | [ 19 ] | Polska                    |
| 19. | Altona              | 161 501   | Królestwo Prus    | [ 20 ] | Niemcy                    |
| 20. | Brema               | 161 184   | Brema             |        | Niemcy                    |

## Państwa zależne

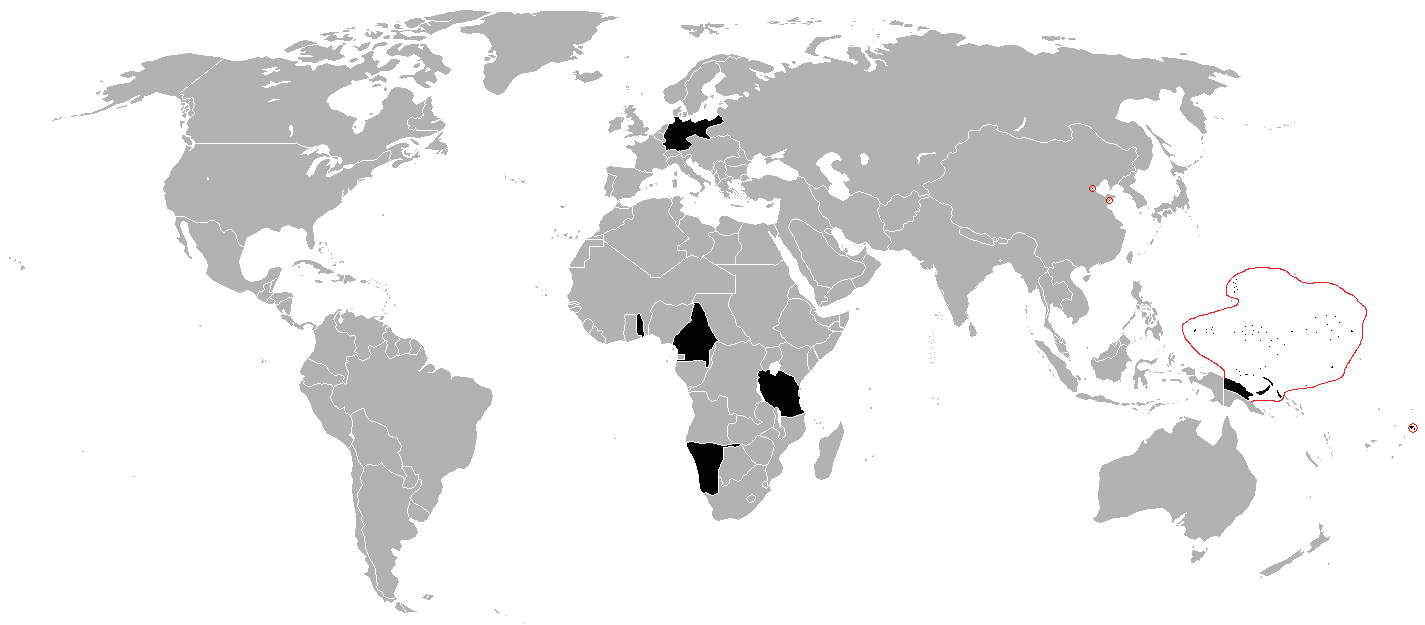
Niemieckie imperium kolonialne w 1914 roku

| Lp. | Państwo                                                           | Flaga | Początek zależności | Koniec zależności | Źródło |
| --- | ----------------------------------------------------------------- | ----- | ------------------- | ----------------- | ------ |
| 1.  | Królestwo Polskie (Königreich Polen)                              |       | 1916                | 1918              | [ 21 ] |
| 2.  | Ukraińska Republika Ludowa (Ukrainische Volksrepublik)            |       | 1917                | 1918              | [ 22 ] |
| 3.  | Królestwo Finlandii (Königreich Finnland)                         |       | 1917                | 1918              | [ 23 ] |
| 4.  | Państwo Ukraińskie (Ukrainischer Staat)                           |       | 1918                | 1918              | [ 24 ] |
| 5.  | Królestwo Litwy (Königreich Litauen)                              |       | 1918                | 1918              | [ 25 ] |
| 6.  | Księstwo Kurlandii i Semigalii (Herzogtum Kurland und Semgallen)  |       | 1918                | 1918              | [ 26 ] |
| 7.  | Zjednoczone Księstwo Bałtyckie (Vereinigtes Baltisches Herzogtum) |       | 1918                | 1918              | [ 26 ] |

## Posiadłości i terytoria zależne
| Posiadłość                                          | Flaga | Nabycie | Utrata | Źródło |
| --------------------------------------------------- | ----- | ------- | ------ | ------ |
| Niemiecka Afryka Południowo-Zachodnia               |       | 1884    | 1915   | [ 27 ] |
| Kamerun Niemiecki                                   |       | 1884    | 1915   | [ 28 ] |
| Togoland                                            |       | 1884    | 1914   | [ 29 ] |
| Niemiecka Afryka Wschodnia                          |       | 1885    | 1919   | [ 30 ] |
| Nowa Gwinea Niemiecka                               |       | 1885    | 1914   | [ 31 ] |
| Qingdao                                             |       | 1897    | 1914   | [ 32 ] |
| Jiaozhou                                            |       | 1898    | 1914   | [ 33 ] |
| Samoa Niemieckie                                    |       | 1899    | 1919   | [ 34 ] |
| Generalne Gubernatorstwo Belgijskie                 |       | 1914    | 1918   | [ 35 ] |
| Administracja Cywilna Polski po lewej stronie Wisły |       | 1915    | 1915   | [ 36 ] |
| Generalne Gubernatorstwo Warszawskie                |       | 1915    | 1918   | [ 37 ] |
| Ober-Ost                                            |       | 1915    | 1919   | [ 38 ] |